# Élection gouvernorale tchouvache de 2020
L'élection gouvernorale tchouvache de 2020 a lieu le 13 septembre 2020 afin d'élire le gouverneur de la République de Tchouvachie, l'une des 22 républiques de la fédération de Russie.
Le candidat du parti au pouvoir, Oleg Nikolaïev, l'emporte au premier tour.

## Système électoral
Le gouverneur est élu au scrutin uninominal majoritaire à deux tours pour un mandat de cinq ans. Est déclaré élu le candidat ayant recueilli au premier tour la majorité absolue du total des suffrages, y compris les votes blancs et nuls. À défaut, les deux candidats arrivés en tête s'affrontent au second tour, et celui recueillant le plus de voix l'emporte.

## Résultats
| Candidats                | Candidats                        | Partis                    | Votes   | %     |
| ------------------------ | -------------------------------- | ------------------------- | ------- | ----- |
|                          | Oleg Alexeïevitch Nikolaïev      | Russie unie               | 386 436 | 75,61 |
|                          | Aleksandr Mikhaïlovitch Andreïev | Parti communiste          | 52 580  | 10,29 |
|                          | Konstantin Olegovitch Stepanov   | Parti libéral-démocrate   | 28 180  | 5,51  |
|                          | Nikolaï Alekseïevitch Stepanov   | Parti russe des retraités | 18 039  | 3,53  |
|                          | Sergueï Petrovitch Matveïev      | Patriotes de Russie       | 10 870  | 2,13  |
|                          | Votes blancs ou nuls             | Votes blancs ou nuls      | 15 001  | 2,94  |
|                          |                                  |                           |         |       |
| Votes valides            | Votes valides                    | Votes valides             | 496 105 | 97,06 |
| Votes blancs ou nuls     | Votes blancs ou nuls             | Votes blancs ou nuls      | 15 001  | 2,94  |
| Total                    | Total                            | Total                     | 511 432 | 100   |
| Abstention               | Abstention                       | Abstention                | 409 965 | 44,49 |
| Inscrits / participation | Inscrits / participation         | Inscrits / participation  | 921 397 | 55,51 |